# 2-й Поныровский сельсовет
2-й Поныро́вский сельсовет — муниципальное образование со статусом сельского поселения в Поныровском районе Курской области Российской Федерации.
Административный центр — село 2-е Поныри.

## История
Статус и границы сельсовета установлены Законом Курской области от 21 октября 2004 года № 48-ЗКО «О муниципальных образованиях Курской области».

## Население
| 2010 | 2012 | 2013 | 2014 | 2015 | 2016 | 2017 |
| ---- | ---- | ---- | ---- | ---- | ---- | ---- |
| 727  | ↘722 | ↘715 | ↘683 | ↗687 | ↘665 | ↗677 |
| 2018 | 2019 | 2020 | 2021 |      |      |      |
| ↘637 | ↘626 | ↘624 | ↗635 |      |      |      |

## Состав сельского поселения
| № | Населённый пункт | Тип населённого пункта       | Население |
| - | ---------------- | ---------------------------- | --------- |
| 1 | 2-е Поныри       | село, административный центр | 434       |
| 2 | Битюг            | деревня                      | 88        |
| 3 | Большая Дорога   | деревня                      | 106       |
| 4 | Городище         | деревня                      | 20        |
| 5 | Дерловка         | деревня                      | 2         |
| 6 | Карпуневка       | деревня                      | 14        |
| 7 | Снава            | деревня                      | 63        |